# Барди (город)
Барди (итал. Bardi) —  коммуна в Италии, располагается в регионе Эмилия-Романья, в провинции Парма.
Население составляет 2459 человек (2008 г.), плотность населения составляет 13 чел./км². Занимает площадь 189 км². Почтовый индекс — 43032. Телефонный код — 0525.
Покровителем коммуны почитается святой Иоанн Креститель, празднование 24 июня.

## Демография
Динамика населения:

## Достопримечательности
- Замок Барди - мощная средневековая крепость на высокой скале.

## Администрация коммуны
- Официальный сайт: http://www.comune.bardi.pr.it